# لويد موندوري
لويد موندوري (بالفرنسية: Lloyd Mondory )‏ (و. 1982  م) هو راكب دراجة هوائية فرنسي، ولد في كونياك، شارك في غروسر برايس ديس كانتونس أرجو، وطواف إسبانيا 2014، وطواف إسبانيا 2013، وسباق طواف فرنسا 2010، وطواف فرنسا، وطواف إسبانيا.

## سجل الفوز

### سباقات أو مراحل فاز بها
| التاريخ       | السباق                                   | المركز                   |
| ------------- | ---------------------------------------- | ------------------------ |
| 23 مارس 2002  | لوار أتلانتيك الكلاسيكي 2002             |                          |
| 14 أبريل 2005 | جائزة دينين الكبرى 2005                  | الثالث في التصنيف العام  |
| 22 مايو 2005  | طواف فونديه 2005                         | السادس في التصنيف العام  |
| 07 أغسطس 2005 | طواف الدنمارك 2005                       | التاسع في تصنيف أفضل شاب |
| 01 يناير 2006 | كأس فرنسا لركوب الدراجات على الطريق 2006 | الفائز في التصنيف العام  |
| 19 مارس 2006  | شوليه باي دي لوار 2006                   | الرابع في التصنيف العام  |
| 22 مارس 2006  | دفارز دور فلاندرز 2006                   |                          |
| 02 أبريل 2006 | Grand Prix cycliste de Rennes 2006       | السابع في التصنيف العام  |
| 13 أبريل 2006 | جائزة دينين الكبرى 2006                  | الخامس في التصنيف العام  |
| 16 أبريل 2006 | ترو-برو ليون 2006                        | الرابع في التصنيف العام  |
| 22 أبريل 2006 | Grand Prix de Villers-Cotterêts 2006     | السابع في التصنيف العام  |
| 18 مارس 2008  | تيرينو ادرياتيكو 2008                    | الأول في تصنيف الجبال    |
| 08 يونيو 2008 | 2008 غروسر برايس ديس كانتونس أرجو        | الفائز في التصنيف العام  |

## روابط خارجية
- لويد موندوري على موقع الاتحاد الدولي للدراجات (الإنجليزية)
- لويد موندوري على موقع أرشيف الدراجات (الإنجليزية)
- لويد موندوري على موقع إحصائيات الدراجات الإحترافية (الإنجليزية)
- لويد موندوري على موقع نسبة الدراجات (الإنجليزية)
- لويد موندوري على موقع CycleBase (الإنجليزية)